# Aux

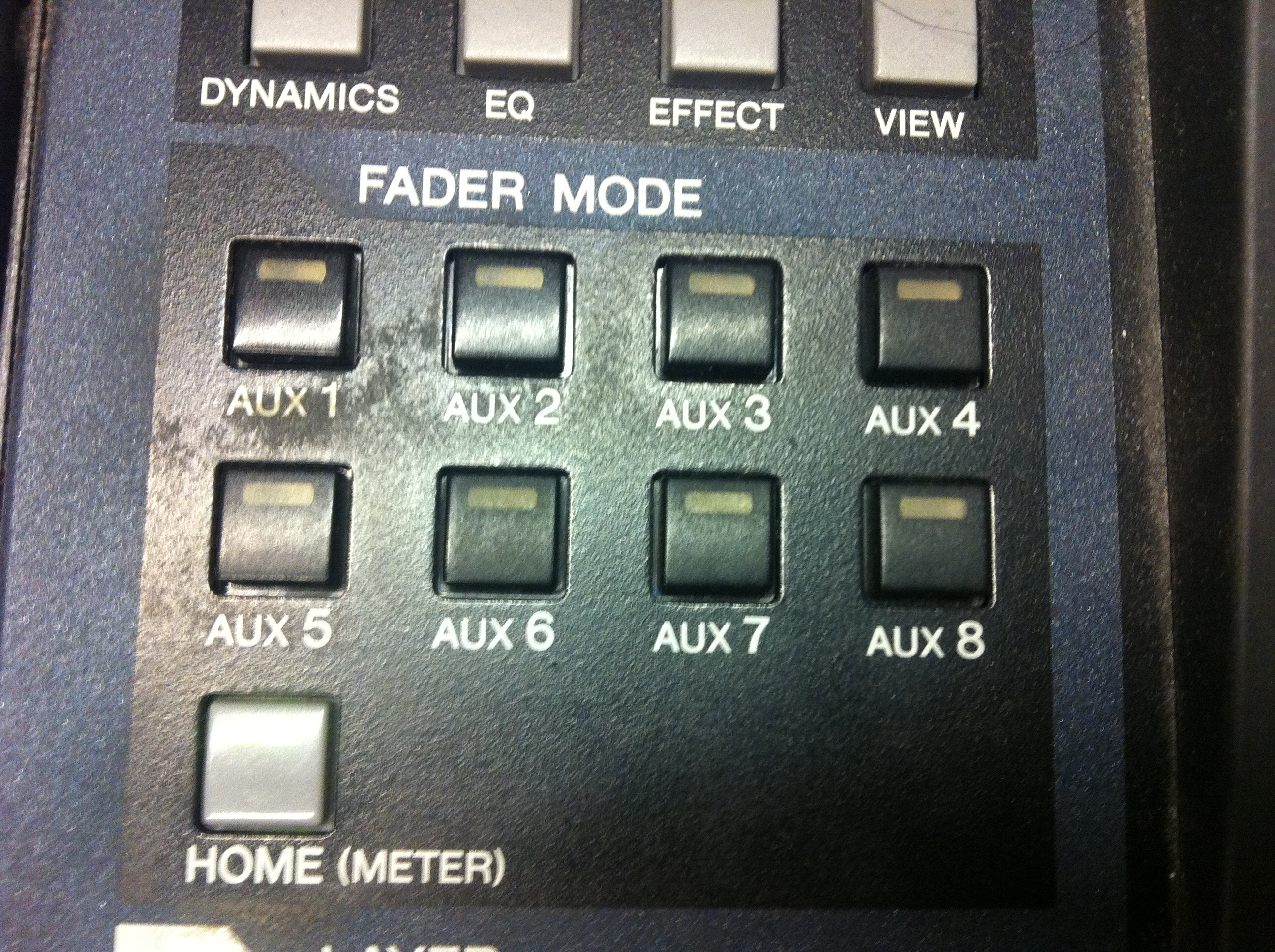
apparaat met 8 aux-keuzeknoppen

Aux (Engels: auxiliary) is een term die gebruikt wordt voor een universele analoge ingang van een audio-apparaat, zoals een versterker of een mengpaneel. Voor deze ingang kunnen verschillende types stekkers gebruikt worden. Meestal worden tegenwoordig tulpstekkers en in kleinere apparaten jackpluggen gebruikt, maar in oudere apparatuur ook wel DIN-stekkers.
De Aux-ingang komt meestal voor naast andere ingangen die aan een specifieke audio-bron gerelateerd zijn, zoals 'phono' voor platenspeler, 'CD' voor cd-speler, 'tuner' voor een radiotoestel en 'mic' voor microfoon. Als er een apparaat wordt aangesloten waarvoor geen specifieke ingang aanwezig is dan kan voor de Aux-ingang gekozen worden.
Aux-ingangen zijn doorgaans zo ontworpen dat ze vrij sterk uiteenlopende ingangsspanningen verwerken, van ongeveer 150 tot 770 millivolt. De ingangsweerstand ligt in de orde van 5 tot 50 kΩ; meestal 15 of 16 kΩ. Platenspelers en bepaalde types microfoons (met name condensatormicrofoons) kunnen niet op een Aux-ingang worden aangesloten.